# Jan Sanders
Jan Sanders (* 12. Juli 1919 in Kwadijk; † 21. Dezember 2000) war ein niederländischer Zeichner. Er wurde vor allem durch seine humoristischen Bilder über das Seemannsleben bekannt.

## Leben
Sanders wurde am als Sohn eines Arbeiters und einer Lehrerin geboren und wuchs in einer Arbeitersiedlung im Beemster Land auf. Nach seiner Schulzeit an der Meer Uitgebreid Lager Onderwijs (MULO) hatte er verschiedene Anstellungen, bevor ein Zeichenlehrer an der Hogereburgerschool, an der seine Mutter lehrte, sein Zeichentalent entdeckte. Sanders wurde Zeichner, absolvierte die Akademie Amsterdam und machte sich 1945 selbständig. Er arbeitete unter anderem als Illustrator für Bücher, Zeitschriften, Kalender und schuf nebenher auch eigene Bilder. Bekannt wurde er für seine im Auftrag des niederländischen Farbenunternehmens Sigma Coatings gedruckten Kalender mit Zeichnungen über das Leben der Seeleute. Weitere regelmäßige Auftraggeber waren die Werft Nederlandsche Dok en Scheepsbouw Maatschappij (NDSM) und das Schwerlastunternehmen Mammoet. Ab Ende der 1970er Jahre kamen seine Zeichnungen auch in mehreren Sprachen als Bücher heraus. Obwohl die Darstellung von Seeleuten und deren Leben an Bord einen Schwerpunkt in seinem Schaffen bildeten, fuhr Sanders selber nur einmal in seinem Leben ein kurzes Stück auf einem Schiff mit.
Neben seiner Arbeit als Illustrator beschäftigte Sanders sich seit den 1980er Jahren auch als Zeichenlehrer an der Rietveld-Akademie und wirkte als Leiter einer Amateurtheaterbühne. 1985 wurde Sanders der bronzene Ton-Smits-Penning verliehen.
Sanders war verheiratet und hatte zwei Söhne, Philip-Jan (* 1959) und Marcus (* 1964).

## Werke
- ’t Kan Verkeren (1978)
- Loos Alarm, Meulenhoff & Co., Amsterdam 1980 (Deutsche Ausgabe: Der Gordische Knoten, Moewig Verlag, Rastatt 1980, ISBN 3-8118-5001-6)
- Lik op Stuk (1982)
- Rukwinden, uitgeverij van Dobbenburgh, Amsterdam 1983 (Deutsche Ausgabe: Eine steife Brise Humor, Niwa Verlag, Goch 1983, ISBN 3-88934-004-0)
- Jan Sanders' Schetsboek (1984)
- Satirische Spelen (1984)
- Tussen Wal en Schip, uitgeverij van Dobbenburgh, Amsterdam 1985 (Deutsche Ausgabe: Zwischen Deich und Meer, Niwa Verlag, Goch 1985, ISBN 3-88934-015-6)
- Een Eerbaar Zeemansleven (1989)

## Einzelbelege
1. ↑  Jan Sanders bei Lambiek
2. ↑  Eintrag bei tonsmitshuis (Memento des Originals vom 18. Oktober 2017 im Internet Archive)  Info: Der Archivlink wurde automatisch eingesetzt und noch nicht geprüft. Bitte prüfe Original- und Archivlink gemäß Anleitung und entferne dann diesen Hinweis. (niederländisch)

| Personendaten    | Personendaten             |
| ---------------- | ------------------------- |
| NAME             | Sanders, Jan              |
| KURZBESCHREIBUNG | niederländischer Zeichner |
| GEBURTSDATUM     | 12. Juli 1919             |
| GEBURTSORT       | Kwadijk                   |
| STERBEDATUM      | 21. Dezember 2000         |